# Bartholomäus Heynemann
Bartholomäus Heynemann (* in Dresden) war ein sächsischer Schulmann. 1526 wurde er Baccalaureus der Philosophie und 1538 Magister in Leipzig. 1540 löste er Wolfgang Meurer kurz nach der Reformation als Rektor der Nikolaischule in Leipzig ab. Zwischen Dezember 1540 und 1549 war er Rektor der Thomasschule zu Leipzig.